# آلان راسل
آلان راسل (بالإنجليزية: Alan Russell)‏ (4 يونيو 1956)؛ روائي أمريكي.